# Taxidea taxus
Taxidea taxus — хижий ссавець, представник монотипного роду з підродини борсукові (Melinae) родини Мустелові (Mustelidae). Поширений в Північній Америці.

## Місце в класифікації

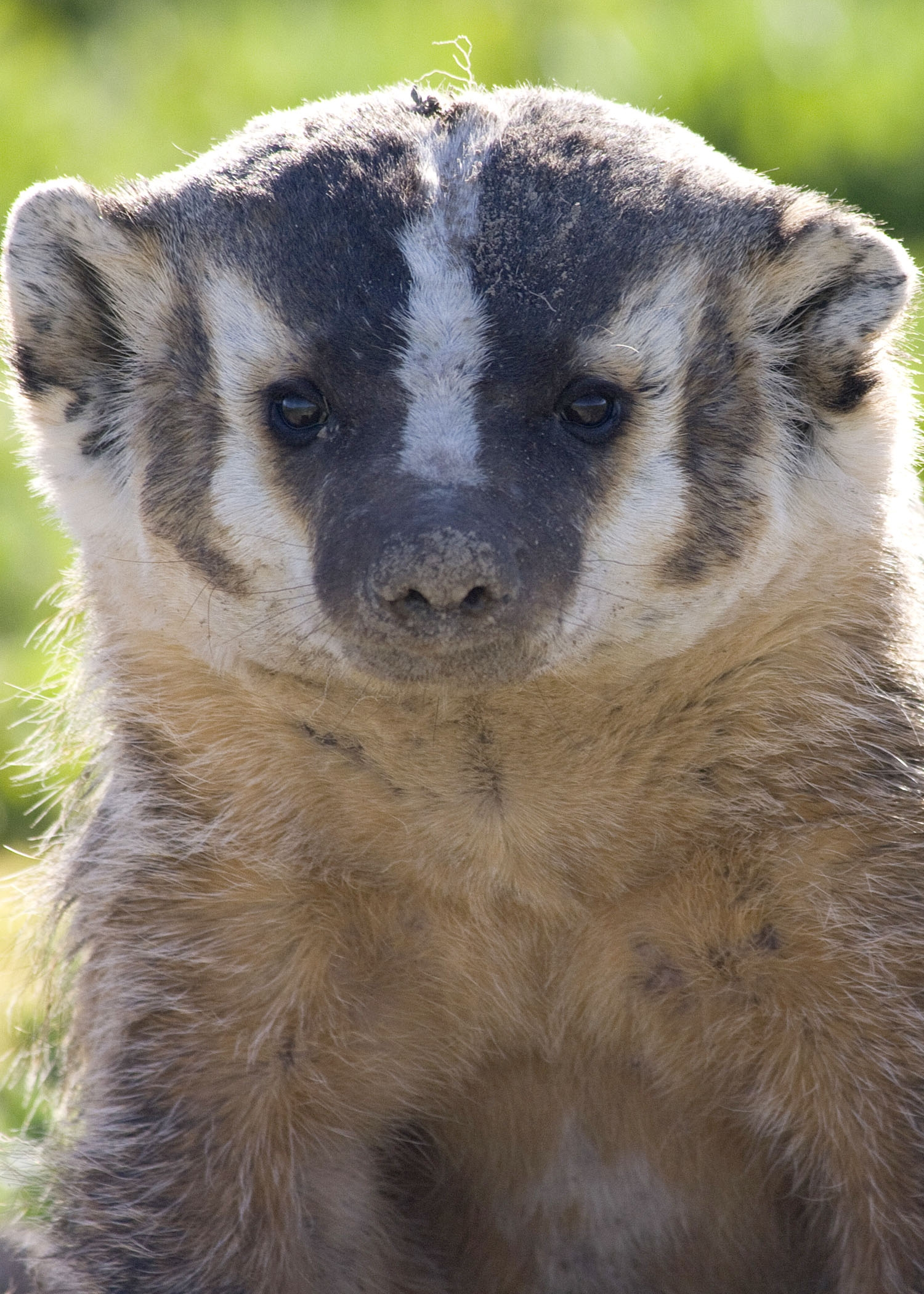
Taxidea taxus

Звичайно розглядають у складі підродини борсукові (Melinae). Інколи визнають як окрему підродину Taxidiinae.

## Склад роду
Рід Таксідея (Taxidea) включає один сучасний вид:
- Taxidea taxus — таксідея «звичайна»